# Ib (videogioco)
Ib è un videogioco d'avventura su RPG Maker 2000 creato e sviluppato da Kouri, e pubblicato per la prima volta nel febbraio 2012; successivamente sono state sviluppate dallo stesso autore altre versioni, con aggiunte, modifiche e miglioramenti al gioco, fino all'ultima versione 1.07 pubblicata nel giugno 2014.
L'11 aprile 2022 è uscito su Steam il remake del gioco, con una grafica rinnovata e per la prima volta in una versione a pagamento, pubblicata da Playism. La versione è stata creata in onore del decimo anniversario del gioco, ed era originariamente presente solo la lingua giapponese. È stata poi portata su Nintendo Switch, anche in una versione fisica in Giappone. Il remake è poi uscito per Playstation 4 e 5 il 14 marzo 2024.
La versione freeware è tuttora liberamente scaricabile.

## Trama
Protagonista del gioco è Ib, una bambina di 9 anni che un giorno, assieme ai suoi genitori, va a visitare una mostra d'arte di un misterioso artista di nome Weiss Guertena; quando però ella si trova a fissare un grande quadro chiamato Fabricated World (Mondo Fabbricato), nota che tutti i visitatori sono spariti e si ritrova quindi a vagare per i corridoi desolati e bui. Tornata nella stanza del grande quadro, compaiono sulle pareti e sul pavimento delle scritte che invitano Ib «a venire a scoprire tanti luoghi segreti», e così la bambina, tuffandosi in un grande affresco raffigurante un mostro marino, presente nella stanza centrale della galleria, si ritrova in un misterioso corridoio, alla destra del quale trova un vaso con dentro una rosa rossa; non appena Ib la raccoglie, la rosa instaura un legame con la sua anima (quindi se durante il gioco ella perderà tutti i suoi 5 petali, automaticamente anche la bambina perderà la vita arrivando al game over del gioco). In seguito la protagonista si imbatte in un individuo che riversa al suolo quasi esanime. Ib lo soccorre consegnandogli una rosa blu; egli, preso il fiore e automaticamente ripresosi, si presenta: si chiama Garry, un giovane di età sconosciuta (tra i 18 e i 23 anni) dai capelli viola che le rivela di essere anche lui un visitatore della galleria e che si è ritrovato d'improvviso in quel misterioso luogo. Anche la sua salute è legata alla rosa blu che gli era stata rubata e privata di quasi tutti i suoi petali da un quadro di una donna che ha ripreso vita.
Così Ib e Garry iniziano a girare per le stanze e i vari posti del luogo, risolvendo tanti enigmi e scappando da quadri, statue e tutte le creature e le creazioni di Guertena che prendono vita e tentano di ucciderli.
Successivamente si imbattono in Mary, una bambina di 9 anni dai capelli biondi che appare spaesata, alla quale Garry propone di aggregarsi a loro per cercare una via d'uscita. Poco dopo, però, il giovane e le due bambine sono costretti a separarsi: Ib e Mary viaggiando hanno modo di fare conoscenza l'una dell'altra, e quest'ultima manifesta il suo carattere eccentrico, bizzarro ed alquanto curioso. Garry, intanto, continuando a visitare le stanze e risolvere altri rompicapi, giunge in una stanza piena di librerie. In uno di quei libri fa una scoperta sconvolgente: Mary non è una vera bambina, ma è l'ultimo dipinto di Guertena. Egli, preoccupato per Ib, corre a cercarla e la trova appena in tempo mentre Mary, in un raptus di follia, sta per aggredirla con un coltello da pittore; dopo una breve colluttazione, il ragazzo la spinge a terra e Mary perde i sensi. Così, assieme alla protagonista, ne approfitta per scappare.
Giunti in un misterioso mondo disegnato con pastelli a cera, trovano la stanza dove è affisso il quadro di Mary; quest'ultima accorre lì e poiché furiosa, tenta di ucciderli. I due decidono di bruciare con l'accendino di Garry il dipinto della bambina, così ella diviene un cumulo di cenere. Tale epilogo si rivelerà ancor più triste e duro nei confronti di Mary quando, leggendo un diario poco lontano dal quadro, si verrà a scoprire del dolore e della solitudine della giovane, che ha alimentato in lei la disperazione e il desiderio di poter andare nel mondo reale e vivere tutte le esperienze di una vera vita. Infine Ib e Garry tornano nella galleria e, giungendo di nuovo nella stanza del Fabricated World, essi ci saltano dentro e tornano nel mondo reale.

## Finali
- Promise of reunion: è il lieto fine, ottenibile solo se si saranno fatte tutte le scelte giuste per instaurare una solida amicizia tra i due personaggi. Tornati nel mondo reale Ib e Garry si rivedono dinnanzi ad una grande statua di una rosa; inizialmente il giovane non riconosce la bambina ed accinge ad andarsene, quando, fissando un fazzoletto trovato in una tasca della sua giacca con su scritto "Ib", che quest'ultima gli aveva consegnato per curarsi una ferita alla mano causata da una scheggia del quadro in fiamme, egli si ricorda della giovane e i due si promettono di rivedersi un giorno.
- Memory's crannies: in tale finale Ib e Garry torneranno nel mondo reale ma quest'ultimo non ricorderà nulla, poiché non ha instaurato con la bimba un rapporto sufficientemente solido e non ha ricevuto il fazzoletto; entrambi, quindi, andranno ognuno per la propria strada.
- Together forever: in tale finale Ib tornerà nel mondo reale con Mary e Garry morirà nel mondo di Guertena. Mary, una volta sostituitasi a Garry, diverrà sorella di Ib. Questo finale si otterrà se si avrà un rapporto più solido tra le due bambine rispetto a quello tra la protagonista e il ragazzo. Inoltre, il giocatore, per ottenere questo finale, dovrà far catturare Garry dal grande quadro di una bambola disturbante dagli occhi rossi.
- Forgotten portrait: in questo finale Ib tornerà alla realtà da sola. Infatti, a differenza del precedente finale, la protagonista, dopo aver visto Mary staccare i petali della rosa blu, non la seguirà, ma si recherà nella stanza del quadro della fanciulla e lo brucerà con l'accendino preso dalle tasche dell'esanime Garry. La protagonista non ricorderà nulla di ciò che è successo, ma trovando un dipinto chiamato, appunto, Forgotten Portrait (Quadro Dimenticato), in cui è raffigurato Garry con una rosa blu, ella si fermerà ad ammirarlo finché non andrà via coi genitori, senza però ricordare nulla dell'esperienza passata. Anche per questo finale è necessario farsi catturare dalla bambola.
- Welcome to the world of Guertena: è uno dei finali introdotti dalla versione 1.04 del gioco in poi. Si può incappare in essa se nella stanza delle bambole, Garry non riuscirà a trovare la chiave per aprire la porta e viene catturato dal mostro blu. In seguito, quando Ib raggiunge il ragazzo nella stanza e vede che egli ha perso la memoria ed ha perso il senno, non avendo un buon legame con Garry, alla sua vista si accascia al suolo e decide di restare con lui invece di farlo rinsavire con uno schiaffo. Allora Mary, non volendo abbandonare la sua unica amica, accoglie i due nel suo mondo insieme agli altri dipinti e organizza una festa di benvenuto, esclamando contenta che «giocheranno insieme per sempre». Nella scena si vedono Ib e Garry privi di sensi accasciati per terra con i petali strappati dalle loro rose.
- A painting's demise: l'altro nuovo finale ottenibile se Garry non scapperà dal mostro blu. Stavolta Mary, non avendo un rapporto tanto solido con Ib e non avendole raccontato dei suoi sogni e dei suoi desideri, non appena questa si abbatterà a vedere Garry, lascerà entrambi nella stanza e andrà da sola nel mondo reale. Tuttavia la ragazzina, non appena arriva nella galleria, si rende conto che il Mondo Fabbricato non ha intenzione di lasciarla andare, perché essendo un quadro può uscire solo sostituendosi a una vita umana (e poiché sono entrate due persone, Ib e Garry, nel mondo di Guertena, ne dovranno uscire due), che quella quindi è una dimensione diversa, baggata e corrotta da quella reale; d'improvviso le stanze della mostra iniziano a cadere nel buio, le finestre vengono ricoperte di rosso e diversi messaggi intimano Mary di tornare indietro, la statua della rosa rossa diventa gialla e appassita, con sotto il messaggio "Il tuo cuore è fabbricato". La povera giovane corre spaventata per i corridoi, finché il buio inghiotte tutto e Mary chiama disperata aiuto finché non sente dei passi che si avvicinano e l'ultima parola di Mary è "Papà". E così termina il gioco.
- Ib All Alone : Sono i 3 finali negativi del gioco (più uno ottenibile nel New Dungeon), in cui la piccola Ib rimane intrappolata nel mondo di Guertena; tali finali si potranno ottenere al posto dei rispettivi finali, più o meno positivi:

1. Al posto di Promise of Reunion e Memory's Crannies: Ib e Garry stanno per saltare nel quadro " Fabricated World "ma la ragazza, invece di prendere la mano dell'amico e seguirlo, seguirà un miraggio della madre (che Garry infatti non può vedere).
2. Al posto di Forgotten Portrait: stavolta sarà un miraggio di Garry che le dice di aver trovato un'altra uscita a farla desistere dal saltare nel quadro.
3. Al posto di Forever Together: In tale finale sarà semplicemente Ib a decidere di non saltare nel quadro, e nessun miraggio tenterà di farla desistere.
4. Un altro Ib All Alone è ottenibile se Ib dorme sul grande letto nero nel New Dungeon. Sognerà la sua festa di compleanno, e a intervalli potrà decidere di svegliarsi scoprendo che la sua rosa ha perso dei petali, se invece va avanti fino a quando la madre le dà la buonanotte, cadrà in un sonno eterno. Tuttavia, se Garry è vivo, impedirà a Ib di dormirci sopra.

## Accoglienza

### Critica
Alla sua uscita freeware, Ib ha catturato subito l'attenzione in patria, con l'autore che è stato intervistato da Famitsū per il successo del suo gioco. Al contrario, è stato ignorato dalla critica specializzata occidentale ma è stato particolarmente apprezzato sul web, tanto che ha ricevuto traduzioni amatoriali in diverse lingue, fra cui l'inglese nello stesso anno di pubblicazione dell'originale e l'italiano, e diventando un cult online, superando i 1,150,000 download in Giappone a fine 2014, con un numero equivalente per la versione inglese. In seguito alla sua rinomata e mantenuta popolarità
, il gioco è stato analizzato anche con un'occhiata critico, venendo apprezzato soprattutto per la sua atmosfera e colonna sonora.
Nel 2021, i diritti di una distribuzione remake del gioco sono stati acquistati da Playism, che ha pubblicato il remake su Steam l'undici aprile 2022 e la versione, anche fisica per il Giappone, per Nintendo Switch il 9 marzo 2023. Il gioco ha ricevuto per la prima volta una localizzazione ufficiale in varie lingue, fra cui inglese, coreano e cinese, per questo remake.
La versione per Nintendo Switch ha una media di 86 su Metacritic, dove viene generalmente lodato per la grafica, l'aumentata accessibilità grazie alla localizzazione in più lingue e l'atmosfera cupa e inquietante. Sul numero Famitsū 1787, questa versione ha ricevuto un punteggio di 30/40, mentre al numero seguente gli è stata dedicata la copertina.

### Seguito non ufficiale
In seguito, è stata prodotta anche una versione non ufficiale del gioco creata da un fan del titolo Ib: Green Edition. Essa segue la storia e tutte le vicende del titolo originale, con la sola differenza data dall'aggiunta di un altro finale alternativo ai molteplici già presenti. Tale versione del gioco ha suscitato numerose controversie e contrasti tra i fan del titolo, che hanno coinvolto anche lo stesso Kouri che, una volta venuto a conoscenza dell'esistenza di tale versione, ne ha chiesto la cancellazione, portando all'eliminazione di molti link e file della Green Edition in giro per Internet.